# Европско првенство у атлетици у дворани 1976 — 3.000 метара за мушкарце
Такмичење у трци на 3.000 метара у мушкој конкуренцији на 7.Европском првенству у атлетици у дворани 1976. одржано је 21. и 22. фебруар 1976. године у  у Олимпијској хали, у Минхену (Западна Немачка).
Титулу освојену у Ротердама 1975. није бранио Ијан Стјуарт из Уједињеног Краљевства.

## Земље учеснице
Учествовало је 13 атлетичара из 10 земаља.
1. Грчка (1)
2. Данска (1)
3. Западна Немачка (3)
4. Лихтенштајн (1)
5. Пољска (1)
6. Румунија (1)
7. Уједињено Краљевство (1)
8. Чехословачка (1)
9. Шведска (1)
10. Шпанија (1)

## Рекорди
| Рекорди пре почетка Европског првенства у дворани 1976.     | Рекорди пре почетка Европског првенства у дворани 1976. | Рекорди пре почетка Европског првенства у дворани 1976. | Рекорди пре почетка Европског првенства у дворани 1976. | Рекорди пре почетка Европског првенства у дворани 1976. | Рекорди пре почетка Европског првенства у дворани 1976. |
| ----------------------------------------------------------- | ------------------------------------------------------- | ------------------------------------------------------- | ------------------------------------------------------- | ------------------------------------------------------- | ------------------------------------------------------- |
| Светски рекорд                                              | Емил Путеманс                                           | Белгија                                                 | 7:39,2                                                  | Западни Берлин, Западна Немачка                         | 18. фебруар 1973.                                       |
| Европски рекорд у дворани                                   | Емил Путеманс                                           | Белгија                                                 | 7:39,2                                                  | Западни Берлин, Западна Немачка                         | 18. фебруар 1973.                                       |
| Рекорди европских првенстава                                | Емил Путеманс                                           | Белгија                                                 | 7:44,51                                                 | Гренобл, Француска                                      | 11. март 1973.                                          |
| Рекорди после завршеног Европског првенства у дворани 1976. |                                                         |                                                         |                                                         |                                                         |                                                         |
| Нових рекорда није било.                                    |                                                         |                                                         |                                                         |                                                         |                                                         |

## Освајачи медаља
|                                 |                      |                                 |
| Инго Сенсбург Западна Немачка ' | Јозеф Зјубрак Пољска | Реј Смедли Уједињено Краљевство |

## Резултати

### Квалификације
Квалихикације су одржане 21. фебруара 1976. Учесници су подељени у две групе по 6, а прва четворица из сваке групе ишла су у финале. Резултати су ручно мерени.
| Пласман | Група | Атлетичар           | Земља                | ЛР      | ЛРС     | Резултат | Белешка |
| ------- | ----- | ------------------- | -------------------- | ------- | ------- | -------- | ------- |
| 1.      | 2     | Реј Смедли          | Уједињено Краљевство | 7:54,43 | 7:53,83 | 8:02,4   | КВ      |
| 2.      | 2     | Инго Сенсбург       | Западна Немачка      | 7:53,4  | 8:02,4  | 8:02.4   | КВ      |
| 3.      | 2     | Јозеф Зјубрак       | Пољска               |         |         | 8:02,6   | КВ      |
| 4.      | 2     | Ханс-Јирген Ортхман | Западна Немачка      |         |         | 8:02,8   | КВ      |
| 5.      | 2     | Дан Гланс           | Шведска              |         |         | 8:02,8   |         |
| 6.      | 1     | Спилиос Захаропулос | Грчка                |         |         | 8:10,0   | КВ      |
| 7.      | 1     | Штефан Полак        | Чехословачка         |         |         | 8:10,0   | КВ      |
| 8.      | 1     | Фењрнандо Серада    | Шпанија              |         |         | 8:10,21  | КВ      |
| 9.      | 1     | Петер Вајгт         | Западна Немачка      |         |         | 8:10,2   | КВ      |
| 10.     | 1     | Паул Копу           | Румунија             |         |         | 8:10,6   |         |
| 11.     | 1     | Гинтер Хаслер       | Лихтенштајн          |         |         | 8:28.4   |         |
|         | 1     | Рубин Серенсен      | Чехословачка         |         |         | Диск.    |         |

Подебљани лични рекорди су и национални рекорди земље коју такмичар представља

### Финале
| Пласман | Име                 | Земља                | Врема  | Белешка |
| ------- | ------------------- | -------------------- | ------ | ------- |
|         | Инго Сенсбург       | Западна Немачка      | 8:01,6 |         |
|         | Јозеф Зјубрак       | Пољска               | 8:02,0 |         |
|         | Реј Смедли          | Уједињено Краљевство | 8:02,2 |         |
| 4.      | Фернандо Сернадо    | Шпанија              | 8:02,8 |         |
| 5.      | Штефан Полак        | Чехословачка         | 8:03,2 |         |
| 6.      | Петер Вајгт         | Западна Немачка      | 8:03,2 |         |
| 7.      | Спилиос Захаропулос | Грчка                | 8:05,2 |         |
| 8.      | Ханс-Јирген Ортхман | Западна Немачка      | 8:10,4 |         |

## Укупни биланс медаља у трци на 3.000 метара за мушкарце после 7. Европског првенства у дворани 1970—1976.
|    | Земља                |   |   |   |    |
| -- | -------------------- | - | - | - | -- |
| 1. | Источна Немачка      | 3 | 3 | 0 | 6  |
| 2. | Уједињено Краљевство | 1 | 1 | 1 | 3  |
| 3. | Чехословачка         | 1 | 0 | 3 | 4  |
| 4. | Бугарска             | 1 | 0 | 0 | 1  |
| 5. | Западна Немачка      | 1 | 0 | 0 | 1  |
| 6, | Пољска               | 0 | 2 | 0 | 2  |
| 7. | Совјетски Савез      | 0 | 1 | 1 | 2  |
| 8. | Француска            | 0 | 0 | 1 | 1  |
| 8. | Шведска              | 0 | 0 | 1 | 1  |
|    | Укупно {9}           | 7 | 7 | 7 | 21 |

|    | Атлетичар              | Земља                |   |   |   |   |
| -- | ---------------------- | -------------------- | - | - | - | - |
| 1. | Хартмут Бризеник       | Источна Немачка      | 3 | 0 | 0 | 3 |
| 2. | Џефри Кејпс            | Уједињено Краљевство | 1 | 1 | 0 | 2 |
| 3. | Јарослав Брабец        | Чехословачка         | 1 | 0 | 2 | 3 |
| 4. | Хајнц-Јоахим Ротенбург | Источна Немачка      | 0 | 2 | 0 | 2 |